# Leonhard Märker
Leonhard Märker, auch Leonard Marker, (geboren als Leonhard Karl Kuhmärker 28. März 1910 in Brody, Österreich-Ungarn; gestorben 26. Januar 1993 in New York City) war ein austroamerikanischer Komponist. 

## Leben
Leonhard Kuhmärker war ein Sohn des Joseph Kuhmärker und der Erna Stamm. Er wuchs in Wien auf und erhielt ab dem Alter von zwölf Jahren vier Jahre lang Unterricht in Harmonielehre und Kontrapunkt bei Hans Gál. Er wurde dann Kompositionsschüler Alban Bergs. An der Musikakademie Wien studierte er 1927/28 Klarinette bei Viktor Polatschek. 
Märker schrieb 1934 zwei Lieder für den Film Nocturno (Puli Muli und Man sagt so leicht, ich liebe dich) und verlegte sich auf die Unterhaltungsmusik. Märker komponierte mehrere musikalische Lustspiele, die in Wien aufgeführt wurden. 
Nach dem Anschluss Österreichs 1938 musste Märker emigrieren. In Frankreich wurde er nach Kriegsbeginn 1939 als feindlicher Ausländer im Lager Gurs interniert. Im Camp de Gurs komponierte und textete er das Lied Wird es Nacht im Camp de Gurs. Märker wurde in das Camp des Milles verlegt, wo er die Operette Les Milles et Une Nuits komponierte, sie wurde im Januar 1942 vom Lagerkabarett Die Katakombe aufgeführt, ein Chanson darin hatte den Titel Ich möchte einen Urlaub.
Märker gelang 1942 die Emigration in die USA. Er heiratete 1943 Gertrude Osterer, mit der er einen Sohn hatte. Er erhielt 1945 die amerikanische Staatsbürgerschaft. In New York City arbeitete er unter dem amerikanisierten Namen Leonard K Marker als Komponist und als Dozent am New Yorker Hunter College und war als Musikjournalist für die New York Times tätig.
Marker war Ehrenmitglied der Alban Berg Society.

## Kompositionen (Auswahl)
Filmmusik
- Nocturno
- Der Kosak und die Nachtigall
- Ballerina
- Reise nach Sorrent

Bühnenwerke
- Der schiefe Hut. 1935 (Text: Hans Jan Lengsfelder, Salo Siegfried Tisch),
- Warum lügst du, Cherie? Musikalisches Lustspiel. 1936 (Text H. Lengsfelder, S. Tisch)
- Das Ministerium ist beleidigt. Musikalisches Lustspiel in fünf Bildern. 1937 (Text Fred Heller)
- Les Milles et Une Nuits. 1942

Schlager
- Wenn ich von dir geh, weine nicht
- Fräulein, Sie sind so süß, Slowfox
- Opernbearbeitungen (Wozzeck, Der Rosenkavalier, Die Liebe zu den drei Orangen); symphonische Musik; Klavierstücke.